# FK Tosno
Der Futbol'nyj Klub Tosno (russisch ФК Тосно) war ein russischer Fußballverein aus Tosno, einer Vorstadt von Sankt Petersburg in der Oblast Leningrad. Er wurde 2018 wegen finanzieller Schwierigkeiten aufgelöst.

## Geschichte
Der Verein wurde 2013 gegründet und spielte seit der Saison 2014/15 in der 1. Division, der zweiten Liga in Russland. Am Ende der Saison 2014/15 erreichte der FK Tosno mit Tabellenrang drei einen Relegationsplatz, unterlag jedoch dem FK Rostow im Kampf um einen Platz in der Premjer-Liga und blieb somit zweitklassig. Am Ende der Saison 2016/17 erreichte der FK Tosno den 2. Tabellenplatz und stieg dadurch erstmals in die Premjer-Liga auf. Am 9. Mai 2018 gewann der FK Tosno in der neuen Wolgograd-Arena erstmals den Russischen Fußballpokal im Finalspiel gegen Awangard Kursk mit 2:1. Dadurch sollte der Klub erstmals an der Gruppenphase in der UEFA Europa League teilnehmen. Aufgrund finanzieller Schwierigkeiten (wie unter anderem Schulden) erhielt der FK Tosno jedoch keine Lizenz für die UEFA Europa League und wurde schließlich im Juni 2018 offiziell aufgelöst.

## Stadion
Die Heimspiele wurden im Stadion Kirowez im benachbarten Tichwin ausgetragen. Im November 2014 bestanden Pläne für den Bau eines Stadions in Tosno, das über eine Kapazität von 10.000 Plätzen hätte verfügen sollen. Diese Pläne wurden nicht realisiert. Zuletzt wurde das Petrowski-Stadion in Sankt Petersburg genutzt, das eine Kapazität von 20.985 Zuschauern hat.

## Bisherige Trainer
- Viktor Demidov (03/2013 – 10/2013)
- Kirill Gashichev (interim) (10/2013 – 03/2014)
- Oleh Leschtschynskyj (03/2014 – 05/2014)
- Vyacheslav Matyushenko (05/2014 – 06/2014)
- Kirill Gashichev (interim) (06/2014 – 08/2014)
- Nikolaj Kostow (08/2014 – 11/2014)
- Kirill Gashichev (interim) (11/2014 – 12/2014)
- Aleksandr Grigoryan (11/2014 – 02/2015)
- Yevgeni Perevertailo (02/2015 – 07/2015)
- Dmytro Parfjonow (08/2015 – )

## Erfolge
- Russischer Pokalsieger: 2017/18
- 2. Division:
  - 1. Platz, Gruppe West, 2013/14

## Ehemalige Spieler
- Otar Martzwaladse
- Nukri Rewischwili
- Wladimir Bystrow
- Alexander Koslow
- Artur Nigmatullin
- Pawel Pogrebnjak
- Artem Milewskyj
- Aljaksandr Hutar
- Aljaksandr Karnizki
- Ricardinho
- Ante Vukušić